# Diferenciação de nicho
Na ecologia, diferenciação de nicho, também chamado de segregação, separação e particionamento de nicho, refere-se ao processo pelo qual espécies competidoras usam o ambiente de uma maneira diferente de uma forma que os ajuda a coexistir. O princípio da exclusão competitiva diz que, se duas espécies com nichos ecológicos idênticos competem, inevitavelmente uma das duas será conduzida à extinção. Quando duas espécies diferenciam os seus nichos, elas tendem a competir menos fortemente, e portanto fica mais provável que coexistam. As espécies podem diferenciar os seus nichos de muitas maneiras, tais como através do consumo de alimentos diferentes, ou utilizando diferentes elementos do ambiente.
Segundo o princípio de exclusão competitiva, quando duas espécies de nichos (papéis ecológicos) idênticos competem, inevitavelmente uma delas será a dominante e a outra eventualmente será extinta. Quando essas espécies diferenciam seus nichos a competição entre elas se torna mais fraca, aumentando as chances de coexistirem naquele ambiente.
Existem diversas formas pelas quais os nichos podem se diferenciar como, por exemplo, o consumo de diferentes alimentos ou se restringir ao uso de diferentes elementos do ambiente.

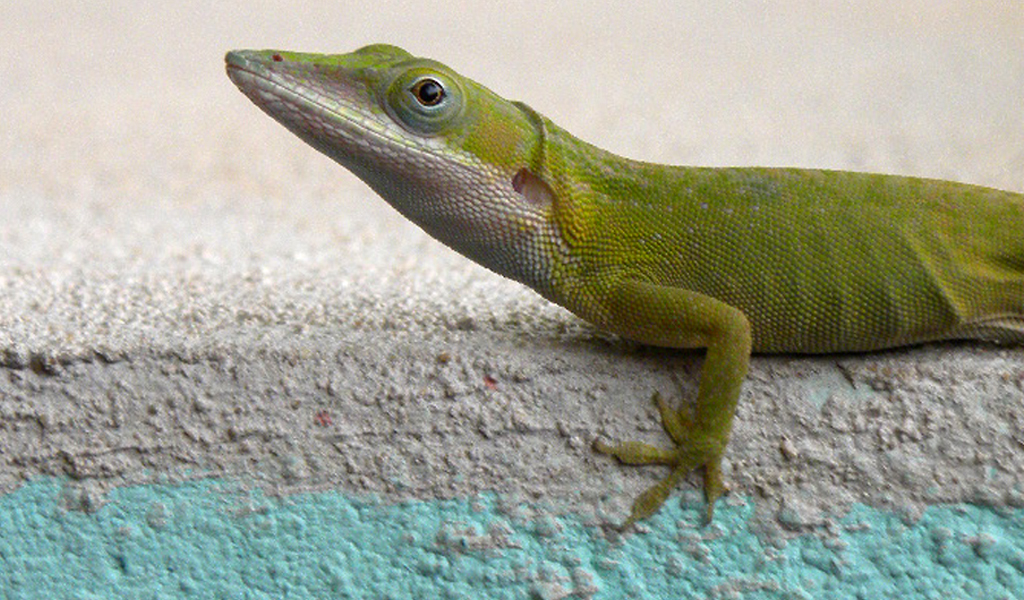
Lagarto do Gênero Anolis.

Um exemplo de diferenciação de nicho ocorre em ilhas caribenhas, onde vários lagartos do gênero Anolis possuem necessidades alimentares semelhantes, baseadas principalmente em insetos. Esses lagartos evitam a competição entre si ocupando diferentes partes do mesmo ambiente. Por exemplo, algumas espécies se restringem a viver em galhos, enquanto outras vivem no solo, entre a serrapilheira; deste modo, a competição por alimentos e recursos diminui. Outro exemplo é a Ordem Lepidoptera, na qual mariposas e borboletas se diferenciaram ao assumir hábitos noturnos e diurnos, respectivamente. Essa diferenciação permite que ambos os grupos se alimentem de néctar (geralmente de flores especializadas) e coexistam no mesmo ambiente. 

## Causas
Através da diferenciação de nicho, duas espécies que originalmente disputariam os mesmos recursos de um nicho, levando à extinção da perdedora, podem passar a coexistir no mesmo nicho. De acordo com isso, teorias foram formuladas com a finalidade de explicar como a diferenciação do nicho surgiu e evoluiu. A diferenciação de nicho se relaciona com a competição intra-específica, portanto é de se esperar que os diferentes tipos desse tipo de competição modulem a diferenciação de nicho de formas diferentes.
A concorrência atual, ou "o fantasma da competição presente", é uma possível causa da diferenciação de nicho. Nela, uma espécie X tem como nicho fundamental a parte superior de uma encosta, porque a espécie Y, que é uma concorrente melhor, não pode sobreviver nessa área superior, excluindo a X da área inferior. Nesse cenário a competição continua indefinidamente no meio da encosta, porém sem ocorrência de mudanças evolutivas das espécies, apenas um efeito ecológico da espécie Y sobre a X dentro dos limites do nicho fundamental da espécie Y. Devido a ocorrência atual da competição se torna fácil perceber a presença de diferenciação de nicho nesse caso.
Outra possível causa da diferenciação de nichos é através da extinção prévia de espécies sem nichos realizados, ou "fantasma da competição passada". Essa teoria diz que várias espécies habitariam uma mesma área no passado, com nichos fundamentais sobrepostos. Através da exclusão competitiva, as espécies menos competitivas foram extinguidas, deixando apenas as espécies que foram capazes de coexistir, as mais competitivas, que asseguraram menor competição entre si, não sobrepondo seus nichos. Novamente, este processo não inclui qualquer mudança evolutiva de espécies individuais, mas é meramente o produto do princípio da exclusão competitiva.  O "fantasma da competição passada" é difícil de ser detectado por causa da impossibilidade de se provar que espécies semelhantes em coexistência e que não competem tenham competido no passado, ou por causa da impossibilidade de se provar efeitos evolutivos da competição interespecífica, mas, estudos detalhados revelam padrões que não podem ser explicados de outra forma .
Por fim, existe outra teoria que indica que a diferenciação de nichos pode ter surgido como um efeito evolutivo da concorrência. Nesse caso, duas espécies competidoras desenvolverão diferentes padrões de uso de recursos para evitar a competição. A pressão da seleção natural então possibilita que a competição se amenize. A concorrência atual estará ausente ou baixa, pois as espécies já terão evoluído a favor da coexistência, portanto a detecção de diferenciação de nicho nesse caso também é difícil ou impossível.

## Fator Determinante

### Partição de recursos
O uso de diferentes recursos pode facilitar que espécies diversas ocorram juntamente. Algumas espécies de lagartos parecem coexistir porque consomem insetos de tamanhos distintos. Alternativamente, espécies podem coabitar com os mesmos recursos se cada espécie for limitada por diferentes elementos, ou se os captarem ou consumirem de formas diferentes. Por exemplo, diferentes tipos de fitoplâncton podem ser encontrados em um mesmo local quando apresentam desenvolvimento limitado desigualmente pelo nitrogênio, fósforo, silício ou luz. Nas ilhas Galápagos, os tentilhões com bicos pequenos são mais hábeis em consumir sementes menores, enquanto tentilhões com bicos longos consomem melhor sementes maiores. Se a densidade de uma espécie declinar, então o tipo de alimento que ela mais consome se tornará mais abundante (desde que só restem alguns indivíduos que o consumam) como resultado, propiciando uma menor competição por comida entre os indivíduos remanescentes.

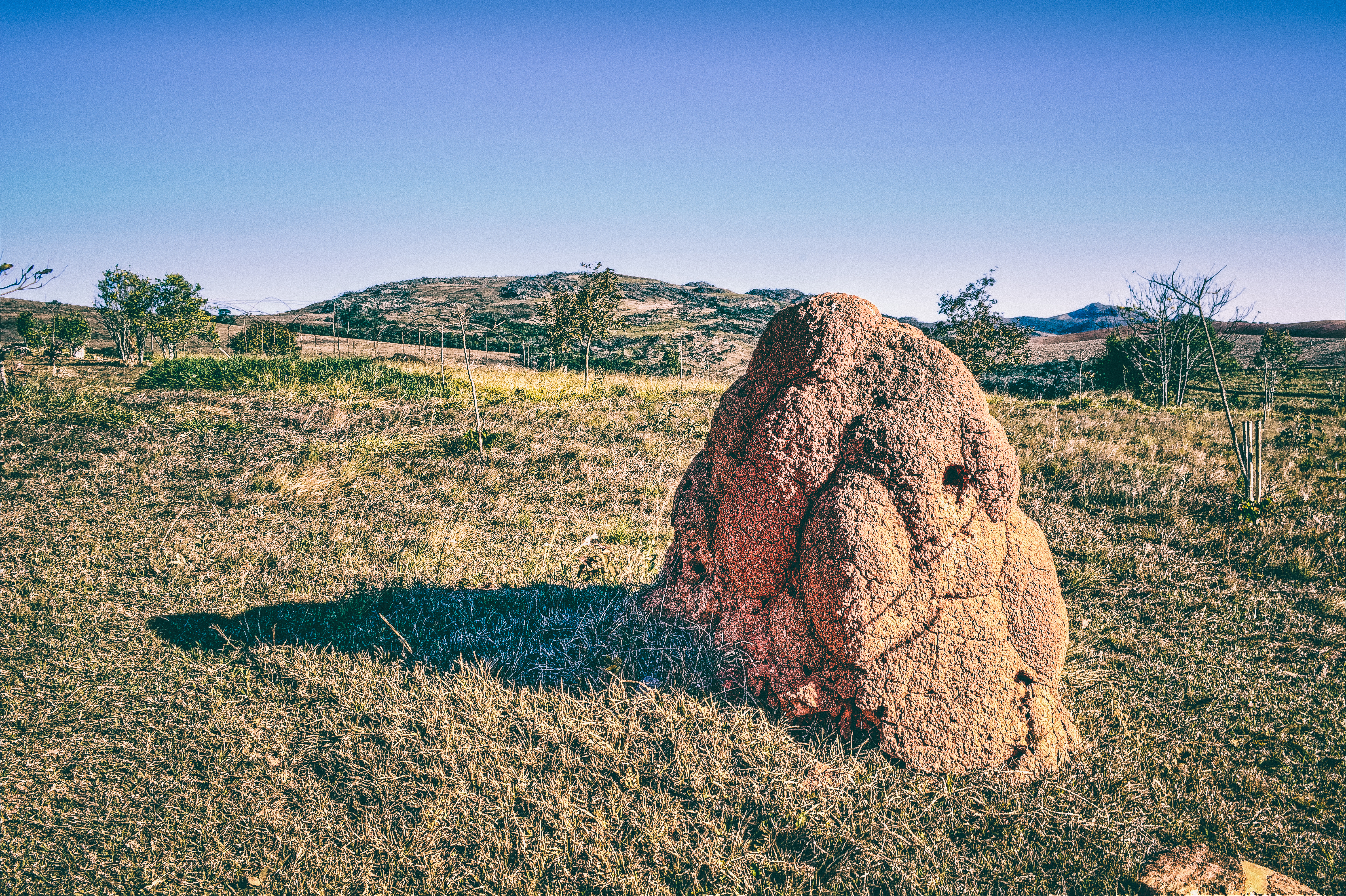
Cupinzeiro

Apesar de “recursos” geralmente se referir à alimentos, espécies podem partilhar outros objetos não consumíveis, como o habitat. Como exemplo pode-se citar cupins e seus cupinzeiros, que tem sua ocupação por outras espécies facilitada pela característica de  apresentarem galerias vazias em seu interior, além de sua estrutura rígida fornecer proteção e criar um micro-habitat isolado favorável; entre as diferentes espécies que coabitam um mesmo cupinzeiro pode-se encontrar também outros cupins. As espécies também podem compartilhar o habitat de forma que elas tenham acesso a diferentes recursos. Como citado anteriormente na introdução, lagartos Anolis parecem coabitar porque usam diferentes partes da floresta, ou árvore, como território, e isso geralmente os dá acesso a diferentes insetos e microclimas.

## Outros fatores que podem levar à Diferenciação de Nichos
Abaixo estão alguns fatores que não estão diretamente relacionados com o fenômeno, porém, com o tempo, podem exercer pressão para que haja diferenciação.

### Partição de Predadores

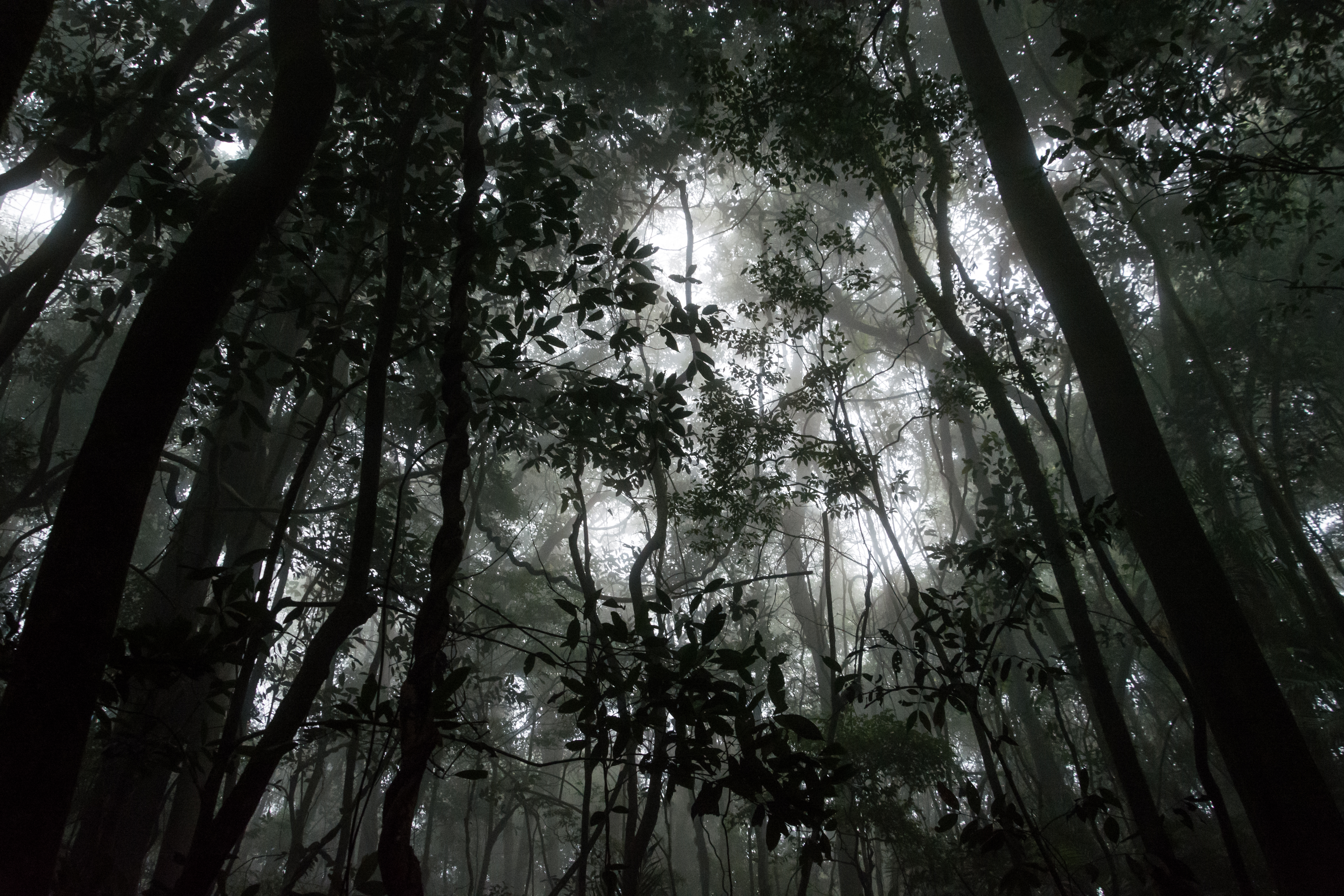
Exemplo de floresta tropical, ambiente contemplado pela Hipótese de Janzel-Connel

A partição de predadores ocorre quando espécies são atacadas de modos distintos por predadores diversos (ou inimigos naturais, geralmente). Por exemplo, árvores poderiam diferenciar seus nichos  se forem consumidas por herbívoros  especializados, como insetos. Se a densidade populacional de uma determinada espécie decair, o mesmo ocorrerá com seus inimigos naturais, possibilitando à espécie uma pequena vantagem. Portanto, se a população de cada um for controlada por diferentes predadores, a coexistência será possível . Trabalhos mais antigos focavam em especialistas, porém estudos mais recentes mostraram que uma alta especificidade dos predadores não é necessária, mas sim que afetem cada espécie de modo distinto. Um mecanismo que pode levar à diferenciação de nichos é a predação intraguilda, responsável por variar a relação entre predadores de topo, intermediários e presas, dependendo do grau da interação . A hipótese de Janzen-Connel, amplamente aceita para explicar a biodiversidade  de árvores em florestas tropicais, representa uma forma de partição de predadores. Nela é argumentado que a população de árvores é controlada por diferentes predadores ou pragas altamente específicos, que aumentam ou declinam juntamente com a população da planta, possibilitando uma maior riqueza de biodiversidade nos arredores .

### Demanda conflitante entre competição e predação

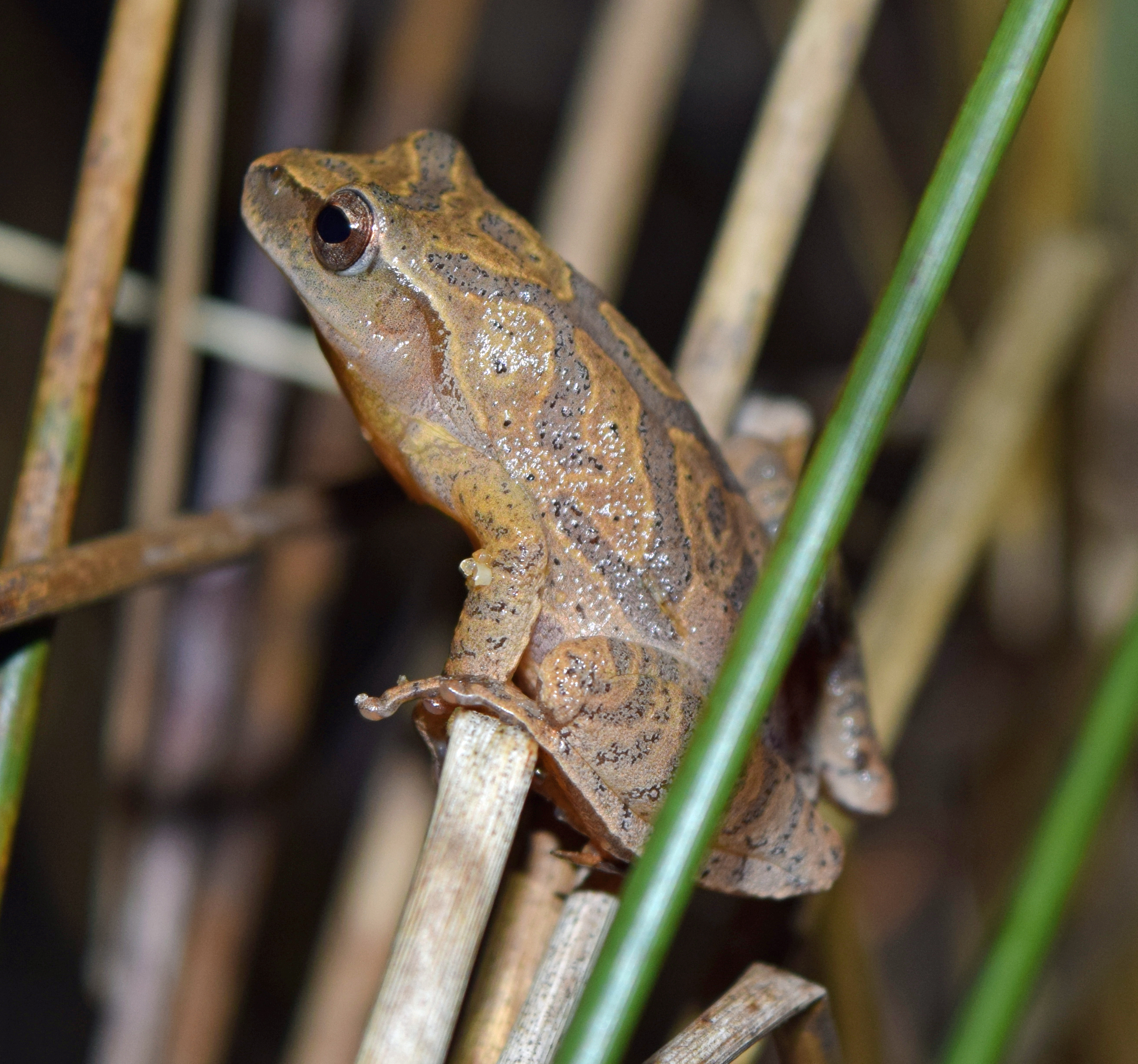
Adulto da espécie Pseudacris crucifer

As espécies podem diferenciar seu nicho por causa de demanda conflitante entre competição e predação se uma delas é um melhor competidor quando os predadores estão ausentes, e a outra melhor quando estes estão presentes. Defesa contra ameaças, como substâncias tóxicas ou cascos, costumam ser custosos energeticamente. Larvas de drosófilas podem apresentar capacidade competitiva mais baixa quando gerações passadas entrarem em contato com o endoparasitóide Asobara tabida, por investirem energia num sistema imune mais eficiente contra esses animais, mesmo que não sejam infectados durante sua vida . Como resultado, espécies que produzem essas defesas são, geralmente, piores competidores quando predadores estão ausentes. Girinos da espécie Pseudacris triseriata costumam viver em poças decíduas com ausência de predadores, crescendo mais rápido e sendo mais ativos, enquanto girinos da espécie Pseudacris crucifer vivem em poças permanentes e abundantes em predadores. Quando são intercalados entre os habitats, é observado um declínio no desempenho das espécies em relação uma à outra em seus ambientes de origem, sugerindo um caso de demanda conflitante . Os organismos podem coexistir por meio da demanda conflitante entre competição e predação caso os predadores sejam mais abundantes quando a espécie mais vulnerável é comum, e menos abundantes se a espécie mais resistente é comum .  Esse efeito é criticado como sendo falho, porque modelos teóricos sugerem que apenas duas espécies numa comunidade podem coexistir por meio desse mecanismo .

## Métodos de estudo de diferenciação
Um nicho ecológico gira em torno de condições ambientais adequadas e quantidade de recursos ofertados no local no qual dado organismo vive (G. Evelyn Hutchinson,1957) e estas características, dentre outras, definem se a população irá persistir ou não. Porém, normalmente, não existem ambientes onde apenas um organismo existe sem interação com outros e com o ambiente, logo, em certos ambientes, alguns nichos ecológicos acabam sendo sobrepostos ou podem, até mesmo, ser o mesmo. Isso reforça  que as relações ecológicas intraespecíficas e interespecíficas têm influência fundamental na necessidade de diferenciação dos nichos ecológicos de espécies relacionadas, já que o controle populacional de cada uma delas depende da outra, mesmo que seja minimamente, ou fundamentalmente como observado em relações de predatórias.
O modelo matemático de Lotka-Volterra, é um conjunto de equações que são conhecidas como “equações predadores-presas” onde é usada a interação antagonística entre duas espécies para mostrar que, apenas com a competição intraespecífica, as populações das duas espécies se tornam variavelmente estáveis.
Ainda neste modelo, é levado em conta a relação de quanto os animais podem mudar seus nichos, para que a coexistência das espécies continue sendo viável. Esta relação faz com que seja necessário aos cientistas, usar variadas estratégias para a detecção e qualificação dos nichos, usando estudos das relações das espécies de um local juntamente com conhecimentos prévios sobre a história natural dos organismos que vivem ali e é necessário, também, o uso de experimentos que façam com que seja possível identificar a qualidade e a quantidade de relações desses organismos no local estudado. Para análise desses dados, se faz preciso o uso de modelos matemáticos, para que as medições da amostra sirvam, também para mostrar as condições da área total e para fazer certas previsões e estatísticas do nicho.

## Exceções
O princípio da exclusão competitiva já vem sendo contestado desde cerca de 1960 , por possuir algumas bases controversas. Entretanto, a diferenciação de nicho é realmente muito importante, recorrente, moldou e ainda molda grande parte da natureza como nós a conhecemos hoje: os biomas e as relações ecológicas entre os animais e entre plantas e a quantidade de espécies e quais são as que ocupam determinados locais, por exemplo. 
Contrariando o  princípio da exclusão competitiva, existem casos descritos em que espécies competidoras conseguem coexistir em um mesmo ambiente sem mudar seu nicho ecológico. Isto se torna possível quando as espécies com nichos iguais fazem uso, por exemplo, de um ambiente altamente rico em recursos como água, alimento e abrigo, o que torna a competição entre elas, menos acirrada. Outro fator que permite esta condição, além da variabilidade espacial  - que é o conjunto de possíveis e diferentes condições que um ambiente pode apresentar-, é a predação que permite a coexistência das espécies por manter certo controle das populações competidoras, evitando que o crescimento descontrolado de uma delas, impossibilite a sobrevivência da outra. Modelos matemáticos vêm sendo desenvolvidos por pesquisadores e têm mostrado que esta forma de antagonismo - que se define por ser uma relação em que pelo menos um dos indivíduos envolvidos sofre algum prejuízo - pode estabilizar e controlar as relações entre espécies de nichos iguais ou muito parecidos, permitindo a existência mútua.   

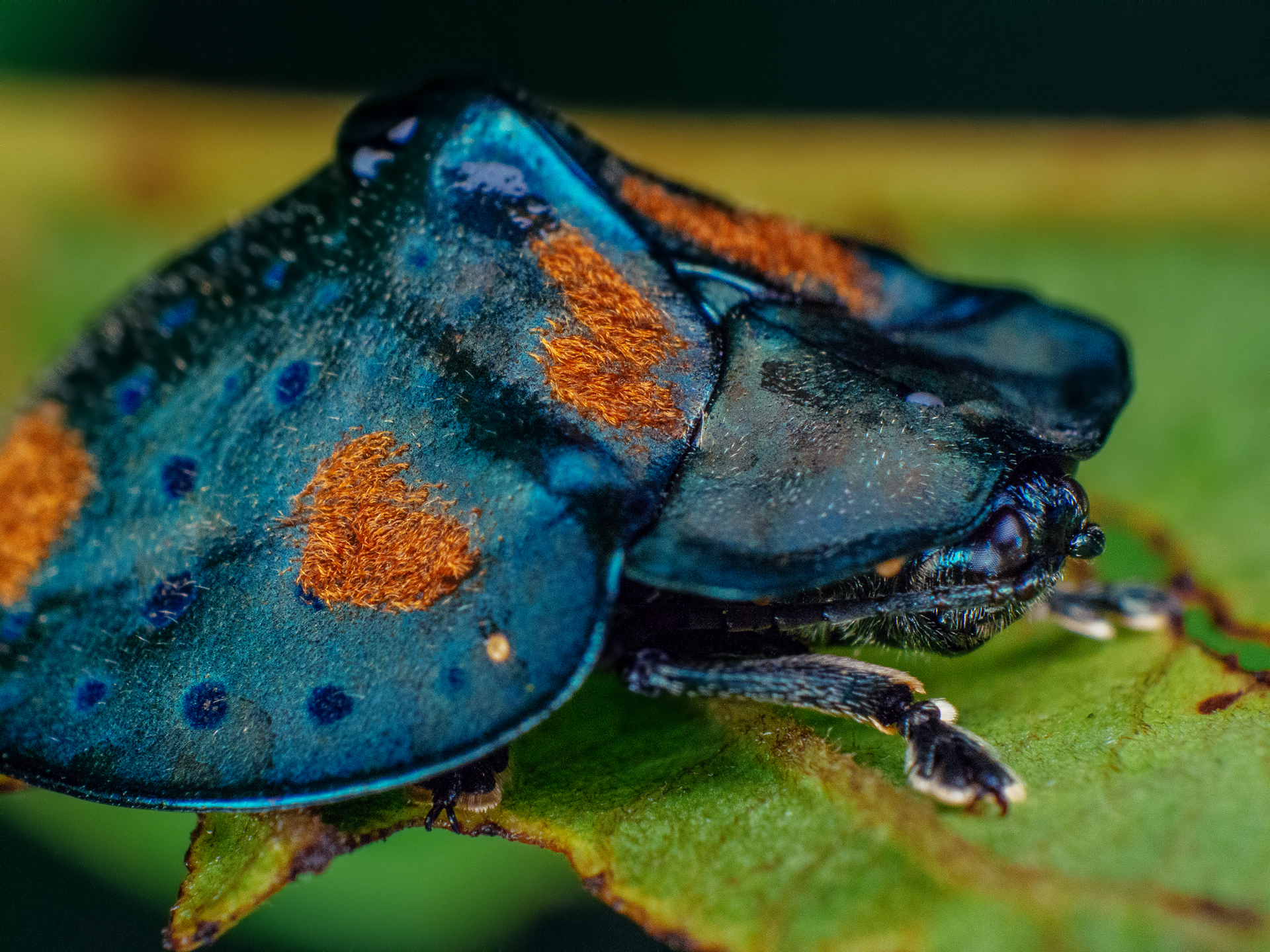
Stolas cf. conspersa, espécie de besouro-tartaruga.

Um exemplo desta exceção ao princípio de exclusão competitiva que pode ser citado é o do Fitoplâncton que é o conjunto de seres aquáticos fotossintetizantes e microscópicos que vivem dispersos flutuando na coluna de água. Neste caso, são diversas espécies diferentes que vivem na água ao mesmo tempo e competindo pelos mesmos recursos: compostos orgânicos e até inorgânicos e, claro, o sol para tornar a sua fotossíntese possível. Ou seja, neste ambiente existem não apenas duas, mas várias espécies competidoras coexistindo, o que contradiz fortemente o Principio de exclusão competitiva. 
Um outro exemplo de coexistência sem mudança de nicho é o dos besouros da família Cassidinae, conhecidos como besouros-tartaruga. Varias espécies desta família conseguem sobreviver em um mesmo ambiente sem nenhum sinal de agressividade ou territorialismo, convivendo e competindo sem qualquer tipo de problema ou extinção. Isso se faz possível, provavelmente, pelos motivos citados no segundo parágrafo deste subtópico: variabilidade ambiental e/ou predação.